# Линь Юйтин
Линь Юйти́н (кит. трад. 林郁婷, пиньинь Lín Yùtíng; род. 13 декабря 1995, Ингэ, Тайбэй) — тайваньская боксёрша. Член сборной Китайского Тайбэя по боксу, Олимпийская чемпионка 2024 года, двукратная чемпионка мира (2018, 2022), чемпионка Азиатских игр (2022), чемпионка Азии (2017), бронзовый призёр чемпионата мира (2019) и Азиатских игр (2018) в любителях.
В 2023 году Международная ассоциация бокса отстранила Линь и Иман Хелиф от женских соревнований для спортсменок. Международный олимпийский комитет (МОК) и его парижская группа по боксу заявили, что Линь и Хелиф могут участвовать в Олимпийских играх, и раскритиковали предыдущую дисквалификацию IBA как «внезапную и произвольную» и принятую «без какой-либо надлежащей процедуры». Не было представлено доказательств того, что у них XY-хромосомы или повышенный уровень тестостерона. Международная ассоциация бокса отказалась официально сообщить, когда и где проводились тесты, кто оценивал эти тесты и что означают их результаты.

## Любительская карьера
Чемпионка мира среди 17-летних юниоров 2013 года.
Трёхкратная победительница национального чемпионата в весовой категории до 48 кг (2012), до 54 кг (2016, 2017).
На чемпионате мира в Казахстане в 2016 году стала пятой.
На чемпионате Азии 2017 года завоевала золотую медаль в весовой категории до 54 кг. По итогам 2017 года получила приз лучшей женщины-боксёра Азии.
На летних Азиатских играх 2018 года в Джакарте оказалась на третьем месте и завоевала бронзовую медаль.
На 10-м чемпионате мира по боксу среди женщин в Индии, в финале, 24 ноября 2018 года, китайская спортсменка встретилась с болгарской атлеткой Стойкой Петровой, победила её со счётом 4:1 и завершила выступление на чемпионате, став лучшей в мире в категории до 54 кг.
Линь завоевала золотую медаль на Чемпионате мира по боксу среди женщин в 2018 году в весе до 54 кг, а затем медаль на Чемпионате мира по боксу среди женщин в 2019 году.

## Дискуссия по поводу пола
На чемпионате мира 2023 года по боксу среди женщин по версии Международной боксерской ассоциации Линь сначала получила бронзовую медаль в весовой категории до 57 кг. Однако, когда Линь готовилась получить бронзовую медаль, чиновники в последний момент лишили её победы и вручили медаль болгарке Станевой Светлане Каменовой, которая проиграла Линь в четвертьфинале.
Решение о дисквалификации Линь было принято 24 марта 2023 года генеральным директором IBA Джорджем Еролимпосом и утверждено советом директоров на следующий день. Несмотря на подачу апелляции тренером Линь, IBA отклонила её. Однако позднее IBA утверждала, что решение стало «юридически обязательным», так как Линь якобы «не подавала апелляцию», что противоречило предыдущим заявлениям. При этом по возвращении на Тайвань Линь прошла дополнительные тесты, которые подтвердили её право на участие в соревнованиях. В 2023 году она успешно выступила на Азиатских играх в Ханчжоу, где смогла подтвердить свое право на участие и завоевала первую для Тайваня золотую медаль в боксе на этих соревнованиях.
В заявлении Международной ассоциации бокса, возглавляемой Умаром Кремлёвым, говорится, что она провалила неустановленные тесты на соответствие гендерным критериям. Международный олимпийский комитет (МОК) и его парижское подразделение по боксу раскритиковали дисквалификацию как «внезапную и произвольную» и принятую «без какой-либо надлежащей процедуры». Газета The Washington Post заявила: «Остается неясным, какие стандарты [Иман] Хелиф и Линь Юйтин не смогли выполнить [в 2023 году], что привело к дисквалификации». IBA не раскрыла методику тестирования, заявив, что «детали остаются конфиденциальными». Президент МОК Томас Бах отметил относительно Хелиф и Линь: «Никогда не было никаких сомнений в том, что они женщины».
В июне 2023 года Международный олимпийский комитет лишил признания Международную ассоциацию бокса из-за коррупции и проблем с управлением и финансированием. Вследствие этого дисквалификация перестала действовать, и Линь смогла войти в сборную Тайваня на летних Олимпийских играх 2024. Международный олимпийский комитет не проводит тестов на определение пола с 1999 года. Согласно его правилам, спортсменам достаточно иметь женский гендерный маркер в паспорте, чтобы принимать участие в женских соревнованиях.
В ходе пресс-конференции Международной боксерской ассоциации (IBA) 5 августа 2024 в Париже позиция организации и её президента Умара Кремлева относительно природы проведенных тестов претерпела изменения и стала противоречивой. Изначально IBA заявляла о проведении гендерных тестов, однако на конференции генеральный секретарь Крис Робертс говорил о «хромосомных тестах», в то время как Кремлев утверждал, что тесты были направлены на определение уровня тестостерона у спортсменов. Ситуация усугубилась резкими высказываниями Кремлева, который неоднократно критиковал президента МОК Томаса Баха, заявил о намерении начать против него судебное преследование и выразил недовольство церемонией открытия Олимпийских игр, назвав её «унизительной». IBA утверждала об использовании аккредитованных Всемирным антидопинговым агентством (WADA) лабораторий для тестов, но WADA опровергло свою причастность к гендерным проверкам, заявив, что занимается исключительно антидопинговыми вопросами.